# Echenais thelephus
Echenais thelephus is een vlindersoort uit de familie van de prachtvlinders (Riodinidae), onderfamilie Riodininae.
Echenais thelephus werd in 1775 beschreven door Cramer.